# Vänsterhänthet

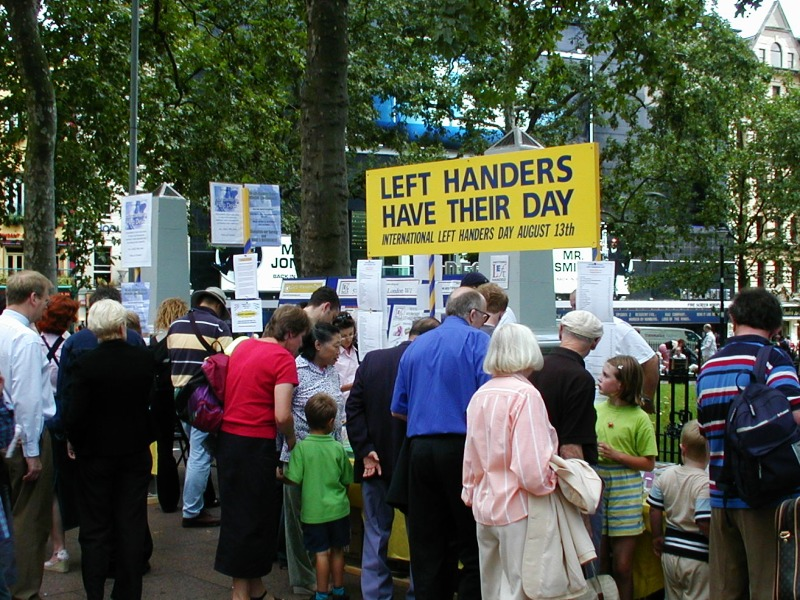
Vänsterhäntas dag infaller 13 augusti.

Vänsterhänthet innebär att vänster hand är den dominanta huvudhanden. Man tror att det finns något fler vänsterhänta män (11 %) än kvinnor (9 %). Det finns orsak att tro att en högre testosteronhalt i livmodern innan födseln kan orsaka vänsterhänthet. Det anses finnas två sorters vänsterhänta; naturligt vänsterhänta, och patologiskt vänsterhänta, där det senare innebär en mindre hjärnskada. Detta tillstånd kan orsaka inlärningssvårigheter.
Att använda höger hand som huvudhand kallas för högerhänthet liksom en som är vänsterhänt har en dominant vänsterhand. Att vara lika bra på att använda höger och vänster hand kallas ambidextri, vilket är ovanligt.
Den 13 augusti är vänsterhäntas dag.

## Förekomst
I hela världen är vänsterhänta i minoritet; ingen vet med säkerhet varför. Emellertid har några nyare studier bland barn visat att andelen kan vara så stor som 12-15%. Skillnaden mellan genomsnittlig IQ mellan vänster- och högerhänta är liten, men undersökningar tyder på att vänsterhänta är överrepresenterade såväl bland mycket begåvade inom vissa områden (bland annat musik och matematik) som bland personer med svåra inlärningsproblem eller dyslexi; spridningen kan således sägas vara större än för högerhänta. Andelen vänsterhänta varierar över världen och också i tid. Om detta beror på att det blivit fler vänsterhänta eller att fler står fram som det, är oklart..
Inom många idrottsgrenar gäller asymmetrin även fötterna. En fotboll kan sparkas med höger fot eller vänster fot. Vilken fot den enskilde fotbollsspelaren föredrar har betydelse för placeringen i laget. Vid olika sorters hopp föredrar somliga utövare vänster fot vid avstamp, andra höger fot. I till exempel längdhopp och höjdhopp är avstamp med vänster fot vanligast, men fördelningen höger/vänster i dessa fall, och i vad mån detta eventuellt är korrelerat till viss hänthet är föga studerat. Klart är emellertid att höger hjärnhalva och vänster hjärnhalva tas selektivt i anspråk för den motoriska styrningen av olika kroppsdelar.
För alla dessa tre asymmetrier är fördelningen jämnare än för händerna, men det finns ändå en stark korrelation: vänsterhänta personer är oftare vänsterögda,respektive vänsterfotade.

## I vardagen
Verktyg/redskap med asymmetrisk konstruktion är normalt gjorda för högerhänta personer, då högerhänthet är vanligast. Det kan då vara svårt att hantera dem med vänster hand. Exempel på sådana är saxar, vissa knivar, vissa skjutvapen och motorsågar (kan vara farliga att använda med vänster hand). Det finns dock spegelvända redskap för vänsterhänta, men utbudet av sådana modeller i den allmänna handeln är oftast begränsat.
Ett speciellt fall utgör vissa musikinstrument, exempelvis stråkinstrument, gitarrer och liknande. Strängarnas ordningsföljd är då avgörande för hur man ska ta greppen för olika ackord. Det är emellertid inte så enkelt som att kasta om strängarnas följd på instrumenten, eftersom ett välbyggt instrument avsiktligt inte är helt symmetriskt. På ett stråkinstrument påverkas ljudpinnens placering; i gitarrgruppen den exakta inriktningen av stallet i förhållande till greppbandens placering och ett vänster hand-instrument måste därför byggas spegelvänt.
Skrift från vänster till höger med bläckpenna (fjäderpenna, pennskaft eller reservoarpenna) tenderar att bli kladdig om man skriver med vänster hand. Detta kan ha bidragit till att vänsterhänta barn i skolan tvingades att lära sig skriva med höger hand, något som i Sverige förekom fram till 1950-/1960-talet, alltså lika länge som bläckpennor var i bruk.
Traditionellt har vänsterhänthet betraktats som ett lyte. Vänsterhänta som inte klarade att använda höger hand kunde utpekas som obegåvade.

### Kända personer som ofta felaktigt beskrivs som vänsterhänta
Det finns flera personer som ofta felaktigt påstås vara vänsterhänta, i strid med foton eller målningar som visar dem användande högerhanden. Ett par exempel är Albert Einstein, Benjamin Franklin och Pablo Picasso. En förklaring till oriktig beskrivning av häntheten kan vara att då dessa personer ska avbildas i en tidning eller bok, så har man av estetiska skäl spegelvänt bilden, varvid höger hand och vänster hand till synes byter plats. Vidare har ibland konstnärer målat av sin egen spegelbild, varvid det i självporträttet ser ut som de är vänsterhänta.